# Away (Fernsehserie)
Away ist eine US-amerikanische Fernsehserie aus dem Jahr 2020, die im Auftrag des Streaminganbieters Netflix produziert wurde und als Netflix Original am 4. September 2020 veröffentlicht wurde.
Im Oktober 2020 wurde die Serie nach einer Staffel eingestellt.

## Handlung
Emma Green ist Astronautin und wird als Kommandantin für die Atlas-1-Mission ausgewählt, einer Mission zum Mars. Aufgrund der Entfernungen im All ist die Mission auf etwa drei Jahre geplant. In dieser Zeit ist Green von ihrem Ehemann und ihrer Tochter getrennt, die auf der Erde zurückbleiben. Begleitet wird sie von Experten und Astronauten aus Großbritannien, Indien, Russland und China, die ebenfalls Familie und Freunde auf der Erde zurücklassen.
Greens Ehemann leidet an einer erblich bedingten Gefäßerkrankung (CCM); in der Nacht vor dem Start erleidet er einen Schlaganfall. Die Ärzte prognostizieren, dass er vermutlich nie mehr laufen kann. Damit wird die Familie mit einer Situation konfrontiert, in der Familien üblicherweise näher zusammenrücken. Die Sorge um ihre Familie belastet Green und ihre Arbeit als Kommandantin wird dadurch beeinträchtigt, so dass ihr droht, das Vertrauen ihrer Crew zu verlieren. Auch die Mitglieder der Crew kämpfen mit den Folgen ihrer Entscheidung, sich auf eine dreijährige Mission zu begeben.

## Besetzung
| Rolle                  | Darsteller      | Deutsche Synchronstimme | Beschreibung |
| ---------------------- | --------------- | ----------------------- | --- |
| Emma Green             | Hilary Swank    | Sandra Schwittau        | Emma ist eine amerikanische Astronautin und führt die Mission eines internationalen Teams auf den Mars. |
| Matt Logan             | Josh Charles    | Alexander Brem          | Matt ist der Ehemann von Emma Green und Ingenieur bei der NASA. |
| Alexis Logan           | Talitha Bateman | Laura Jenni             | Tochter von Emma und Matt. |
| Kwesi Weisberg-Adebayo | Ato Essandoh    | Jaron Löwenberg         | Kwesi ist ein britisch-ghanaischer Botaniker, der zum ersten Mal ins All fliegt. Nach dem Tod seiner Eltern wurde er in England von einem jüdischen Paar adoptiert. Seine Begeisterung für Pflanzen hat er von seinem Adoptivvater bekommen. |
| Misha Popov            | Mark Ivanir     | Andreas Borcherding     | Misha ist ein erfahrener russischer Kosmonaut und Ingenieur der Mission. Er gilt als der Mensch, der die meisten Zeit im Weltraum verbracht hat. Seine Frau ist vor knapp 20 Jahren während einer Mission verstorben. Danach hat er seine Tochter bei Verwandten untergebracht. Nachdem er nun 2 Enkel hat versucht er seine Tochter zurückzugewinnen. |
| Ram Arya               | Ray Panthaki    | Friedemann Thiele       | Ram ist ein indischer Astronaut und ehemaliger Kampfpilot. Auf der Mission ist er zweiter Kommandeur, Kopilot und Bordarzt. Als Kind hatte er eine Typhuserkrankung. Sein später verstorbener Bruder munterte ihn mit Geschichten über eine Weltraumfahrt bis zum Mars auf.                                                                            |
| Lu Wang                | Vivian Wu       | Alisa Palmer            | Lu ist chinesische Taikonautin, Geologin und Chemikerin. Sie soll als erste den Mars betreten. Sie wird von dem Wunsch getrieben durch ihre Marsmission zu zeigen, dass sie genauso gut wie der Junge wäre, der sie nicht ist. |
| Melissa Ramirez        | Monique Curnen  |                         | Melissa ist ehemalige Astronautin und ist auf der Erde für die Crew verantwortlich. |
| Isaac Rodriguez        | Adam Irigoyen   |                         | Alexis’ Freund. |
| Mei Chen               | Nadia Hatta     |                         | Mei ist eine Angestellte der NASA und gleichzeitig die Geliebte Lus. |

## Episodenliste
| Nr. | Deutscher Titel           | Originaltitel      | Regie                | Drehbuch            |
| --- | ------------------------- | ------------------ | -------------------- | ------------------- |
| 1 | Los                       | Go                 | Ed Zwick             | Andrew Hinderaker   |
| 2 | Umkehr nicht mehr möglich | Negative Return    | Jeffrey Reiner       | Jessica Goldberg    |
| 3 | Die Hälfte des Himmels    | Half the Sky       | Jeffrey Reiner       | Andrew Hinderaker   |
| 4 | Vortreffliche Luftwagen   | Excellent Chariots | Bronwen Hughes       | Ellen Fairey        |
| Ram erkrankt an einer Virusinfektion, verletzt sich und wird wieder gesund. In Fieberträumen erinnert er sich an seinen Bruder, der ihm während seiner Typhuserkrankung in seiner Kindheit eine Geschichte von Luftwagen (Vimana) erzählte. Matt wird aus der Reha entlassen. |                           |                    |                      |                     |
| 5 | Weltraumhunde             | Space Dogs         | Bronwen Hughes       | Jason Katims        |
| Die Crew verlässt den Bereich, in der normale Kommunikation mit der Erde möglich ist. Abschied, Weihnachten, Chanukka. Alexis lernt Isaac Rodriguez kennen. |                           |                    |                      |                     |
| 6 | Ein bisschen Glauben      | A Little Faith     | David Boyd           | Janine Nabers       |
| Die Wasseraufbereitung fällt aus. Mischa kann kaum noch sehen, verbirgt es vor der Crew und will die Anlage aus Teilen des Back-Up-Systems reparieren. Kwesi erreicht, dass die Crew wieder Vertrauen in sich fasst, und sie schaffen es, das Backup-System mit 50 % Leistung zu betreiben. Wir erfahren von Kwesis Kindheit. Matt versucht, zurück zu Ground Control zu kommen, darf aber nur als Berater arbeiten. Nach einem Beinaheunfall lernt er Alexis’ Freund Isaac kennen. Wir erfahren, dass Isaacs Vater als Sanitäter von einer Mine getötet wurde. |                           |                    |                      |                     |
| 7 | Gute Nacht, lieber Mars   | Goodnight Mars     | David Boyd           | Aditi Brennan Kapil |
| Rückblenden von Emma. Emma am Limit, da sie, wie es sich später rausstellt, eine von Kwesis Pflanzen mit Wasser aus ihrer Ration versorgt. Wie es sich schon in den letzten Folgen angedeutet hat, hat Alexis einen Motorradunfall (Gehirnerschütterung). |                           |                    |                      |                     |
| 8 | Lebenszeichen             | Vital Signs        | Charlotte Brändström | Chris Jones         |
| Das Versorgungsschiff stürzt ab. Lu will weiterhin auf den Mars, aber Ground Control schlägt ein Swing-By-Manöver vor. Lu kämpft darum, dass ihr Vater Stolz auf sie ist und hat Angst, dass sie versagt hat, wenn sie nicht die erste auf dem Mars ist. Lu und Misha haben einen Plan. Lu kontaktiert eine Sonde und die Crew erkennt, dass das Versorgungsschiff nicht an der Atmosphäre abgeprallt ist und nicht verbrannt. Alexis lässt sich auf CCM untersuchen.                                                                                           |                           |                    |                      |                     |
| 9 | Spektr                    | Spektr             | Charlotte Brändström | Jessica Goldberg    |
| Das Wasser fällt wieder aus. Der Plan ist nun, das Wasser aus der Raumschiffhülle abzuzapfen. Der Versuch misslingt, die Crew kann nicht mehr in ihre Unterkünfte. Die Crew (Lu) schickt letzte Worte. „it was worth it.“ Emma und Ram können mit einem Außeneinsatz Wasser gewinnen. Isaak und Alexis kommen wieder zusammen. |                           |                    |                      |                     |
| 10 | Zuhause                   | Home               | Jet Wilkinson        | Andrew Hinderaker   |
| Die Atlas landet auf dem Mars. Misha darf als erster aussteigen, Lu als zweite. Das Versorgungsschiff steht wie gehofft bereit. Lu fordert Me zurück zu Mission-Control. Da klar ist, dass dieser Wunsch nicht erfüllt wird, zeigt das erste Bild vom Mars die ganze Crew. Alexis trägt nicht das CCM-Gen. |                           |                    |                      |                     |
| Am 4. September 2020 wurde die erste Staffel weltweit bei Netflix veröffentlicht. |                           |                    |                      |                     |

## Produktion
Im Jahr 2018 kündigte Netflix an, eine erste Staffel mit zehn Folgen einer Serie mit dem Titel Away in Auftrag gegeben zu haben. Im Mai 2019 wurde bekannt gegeben, dass die Rolle von Emma Green mit Hilary Swank besetzt wurde.
Bei der Gestaltung des Serienplots ließ sich der Serienschöpfer Andrew Hinderaker von einem Artikel von Chris Jones mit dem Titel Away – The Launch im US-amerikanischen Magazin Esquire inspirieren. Andrew Hinderaker fungiert, neben Jessica Goldberg, als Showrunner.
Die Dreharbeiten starteten am 26. August 2019 in Vancouver und wurden im Februar 2020 beendet.

## Rezeption
Beim Kritikenaggregator Rotten Tomatoes erreicht Away eine Weiterempfehlungsrate der Kritiker von 58 Prozent bei 65 abgegebenen Kritiken.
Matthias Halbig beschreibt Away für das RedaktionsNetzwerk Deutschland als eine realistische Geschichte, die ohne klassische Sci-Fi-Elemente wie Androiden oder grüne Männchen auskommt. Die Spannung entstehe durch die Gefühle der Reisenden, aber auch die der Zurückgebliebenen. Als besonders bewegend bezeichnet er die Geschichte um Lu, die eine lesbische Liebesbeziehung mit einer anderen Taikonautin hat, die nicht in das Bild der chinesischen Regierung passt.